# Carll Cneut
Carll Cneut, né le 8 janvier 1969 à Wervicq (Belgique) est un illustrateur et auteur belge de littérature de jeunesse, de langue néerlandaise.

## Biographie
Carll Cneut dessine depuis son plus jeune âge,. Il est formé à École supérieure des arts Saint-Luc de Gand,, et travaille ensuite dans la publicité, et en tant qu'illustrateur en presse féminine et littérature jeunesse.
Son premier ouvrage est publié en 1996, un album de poésie de Geert De Kockere, avec qui il continue de collaborer en tant qu'illustrateur, sur plusieurs albums. Deux d'entre eux sont récompensés : en 2000, l'album Willy reçoit son premier Paon du livre (nl),, et l'année suivante, la Mention Bologna Ragazzi Award 2001 à la Foire du livre de jeunesse de Bologne récompense  Sacrée Zoé !.
Il travaille également avec l'auteure belge Brigitte Minne , qui dit de lui : « C'est moi qui ai voulu le rencontrer, et je trouve que les livres que nous avons fait ensemble sont un bon compromis entre ses dessins riches, extravagants, et la simplicité de mes textes. » Ils collaborent entre autres avec l'album Rougejaunenoireblanche, qui sera récompensé par le Prix Octogones 2002.
Il illustre également trois albums écrits par l'auteur belge francophone Carl Norac, qui admire son travail : les albums Cœur de papier en 2001, Un secret pour grandir en 2003, et Monstre, ne me mange pas en 2006.
En 2002, il publie le premier album dont il est également l'auteur L’Étonnante Histoire d'amour de Lucien le chien, qui est initialement publié en langue anglaise, chez l'éditeur Macmillan, à Londres. Pour cet ouvrage, il est récompensé en 2003 de son premier Pinceau d'argent (nl), et d'une Plaque d'Or de la Biennale d'illustration de Bratislava (BIB), biennale internationale qui récompense des illustrateurs du monde entier. Il est par ailleurs l'unique illustrateur belge à avoir été récompensé d'une Plaque d'Or, et il obtient par deux fois successives cette récompense, en 2003 et 2005.
Il reçoit plusieurs autres prix, dont le prix de la Communauté flamande pour les Lettres 2014.
Pour l'année 2024, il est sélectionné pour la dix-neuvième année d'affilée (depuis 2006) pour le prestigieux prix suédois, le Prix commémoratif Astrid-Lindgren,,.
Il est également la sélection belge du Prix Hans-Christian-Andersen 2022    dans la catégorie Illustration, prix international danois, prix pour lequel il était déjà sélectionné en 2018, en 2014, et dont il fut finaliste en 2010.
Il a illustré une quarantaine d'albums, dont la moitié environ ont été traduits et publiés en langue française, la majorité chez l'éditeur jeunesse l’École des loisirs.

## Œuvre en langue française

### Auteur et illustrateur
- L'étonnante histoire d'amour de Lucien le chien, Carll Cneut ; texte français de Maurice Lomré, Pastel, l'École des loisirs, 2002 [(en) The amazing love story of Mr. Morf, 2002.]  Pinceau d'argent (nl) 2003 - Plaque d'Or 2003 de la Biennale d'illustration de Bratislava (BIB)[8]
- Oiseaux : dessiner, griffonner et colorier, Carll Cneut, Pastel, L'école des loisirs, 2015

### Illustrateur
- La fée sorcière, texte de Brigitte Minne ; ill. de Carll Cneut ; trad. de Maurice Lomré, L'École des loisirs, 2000 [Heksenfee, 1999]
- Willy, écrit par Geert De Kockere, Circonflexe, 2001 [(nl) Willy, 1999.] Paon du livre (nl) 2000[1],[2]
- Cœur de papier[6], texte de Carl Norac ; ill. de Carll Cneut, Pastel, L’École des loisirs, 2001
- Sacrée Zoé !, écrit par Geert De Kockere, Circonflexe, 2002 [(nl) Woeste mie, 2000.] Mention Bologna Ragazzi Award 2001[2] à la Foire du livre de jeunesse de Bologne
- Rougejaunenoireblanche, texte de Brigitte Minne ; illustrations de Carll Cneut, l'École des loisirs, 2002 [(nl) Roodgeelzwartwit, 2001] Prix Octogones 2002[4].
- Antonio de l'autre côté de la terre, texte de Malachy Doyle ; ill. de Carll Cneut, l'École des loisirs, 2003 [(en) Antonio on the other side of the world, getting smaller]
- Monsieur Ferdinand, texte d'Agnes Guldemont ; ill. de Carll Cneut ; texte français de Maurice Lomré, Pastel, l'École des loisirs, 2004 [(nl) Mijnheer Ferdinand, 2003] Paon du livre (nl) 2004 - Plaque d'Or 2003 de la Biennale d'illustration de Bratislava (BIB)[8]
- On se reverra ?, texte de Ed Franck ; ill. de Carll Cneut ; traduit du néerlandais par Daniel Cunin, Rouergue, 2005 [(nl) Zie ik je nog eens terug ?, 2003]
- Pagaille, texte de Edward van de Vendel ; ill. de Carll Cneut ; traduit du néerlandais par Daniel Cunin, Rouergue, 2005 [(nl) Zootje was hier, 2004]
- Jack et les sept géants mortels, texte de Sam Swope ; ill. de Carll Cneut ; trad. de l'anglais (États-Unis) par Chloé Mary, l'École des loisirs, 2005 [(en) Jack and the seven deadly giants]
- Un secret pour grandir[7], conte de Carl Norac ; ill. par Carll Cneut, Pastel, L’École des loisirs, 2003 Coup de cœur 2004 du Centre national de la littérature pour la jeunesse (BnF)[16]
- Monstre, ne me mange pas, texte de Carl Norac ; illustrations de Carll Cneut, Pastel, L'École des loisirs, 2006 Coup de cœur 2006 du Centre national de la littérature pour la jeunesse (BnF)[17]
- Margot la folle, texte de Geert De Kockere ; illustrations de Carll Cneut ; traduction du néerlandais par Emmanuèle Sandron, Cironflexe, 2006 [(nl) Dulle Griet, 2005] Plaque d'Or 2005 de la Biennale d'illustration de Bratislava (BIB)[8]
- Le jour où j'ai rencontré un ange, texte de Brigitte Minne ; illustrations de Carll Cneut, ; traduit du néerlandais par Emmanuèle Sandron, Alice Jeunesse, 2007 [(nl) En toen kwam Linde, 2003]
- Un million de papillons, texte de Edward Van de Vendel ; illustrations de Carll Cneut, Pastel, l'École des loisirs, 2007 [(nl) Een miljoen vlinders, 2007]
- Brooklyn Baby, texte de Marylin Singer ; illustrations de Carll Cneut, La Joie de lire, 2008 [City lullaby]
- Le secret du chant du rossignol, texte de Peter Verhelst ; illustrations de Carll Cneut, d'après Hans Christian Andersen, École des Loisirs, 2009 [(nl) Het geheim van de keel van de nachtegaal, 2008.] Gouden Uil 2009 - Gouden Griffel 2009 - Prix Woutertje-Pieterse (nl) 2009
- Dix cochons sous la lune, texte de Lindsay Lee Johnson ; ill. de Carll Cneut, La Joie de lire, 2011 [Ten moonstruck piglets]
- Tout bêtement ; en rêvant à partir des illustrations de Carll Cneut, texte de Jacques Roman, illustrations de Carll Cneut, Genève, La Joie de Lire, 2012
- La volière dorée ou La véritable histoire de la princesse sanguinaire, texte de Anna Castagnoli ; ill. de Carll Cneut ; traduit par Paul Beyle, Pastel, l'École des loisirs, 2015 [La voliera d'oro]

## Quelques distinctions
- Paon du livre (nl) 2000[1],[2] pour Willy, écrit par Geert De Kockere
- Mention Bologna Ragazzi Award 2001[2] à la Foire du livre de jeunesse de Bologne pour (nl) Woeste mie ( Sacrée Zoé !), écrit par Geert De Kockere, qu'il a illustré
- Prix Octogones 2002[4] pour Rougejaunenoireblanche, texte de Brigitte Minne, qu'il a illustré
- Plaque d'Or 2003 de la Biennale d'illustration de Bratislava (BIB)[8] pour (nl) Mijnheer Ferdinand (Monsieur Ferdinand) (texte de Agnes Guldemont), et pour (nl) Het ongelooflijke liefdesverhaal van Heer Morf (L’Étonnante Histoire d'amour de Lucien le chien)
- Pinceau d'argent (nl) 2003 pour (nl) Het ongelooflijke liefdesverhaal van Heer Morf (L’Étonnante Histoire d'amour de Lucien le chien)
- Paon du livre (nl) 2004 pour (nl) Mijnheer Ferdinand  (Monsieur Ferdinand), texte d'Agnes Guldemont, qu'il a illustré
- Coup de cœur 2004 du Centre national de la littérature pour la jeunesse (BnF)[16] pour Un secret pour grandir, écrit par Carl Norac, qu'il a illustré
- Plaque d'Or 2005 de la Biennale d'illustration de Bratislava (BIB)[8] pour (nl) Dulle Griet (Margot la folle) (texte de Geert De Kockere)
- Coup de cœur 2006 du Centre national de la littérature pour la jeunesse (BnF)[17] pour Monstre, ne me mange pas !, écrit par Carl Norac, qu'il a illustré
- Prix Woutertje-Pieterse (nl) 2009 pour Le secret du chant du rossignol, texte de Peter Verhelst ; illustrations de Carll Cneut, d'après Hans Christian Andersen.
- Gouden Uil 2009 pour Le secret du chant du rossignol, texte de Peter Verhelst ; illustrations de Carll Cneut, d'après Hans Christian Andersen.
- Gouden Griffel 2009 pour Le secret du chant du rossignol, texte de Peter Verhelst ; illustrations de Carll Cneut, d'après Hans Christian Andersen.
- Pinceau d'argent (nl) 2010 pour (nl) Fluit zoals je bent: gedichten, texte de Edward Adrianus et Charles Vendel
- Finaliste du Prix Hans-Christian-Andersen 2010, dans la catégorie Illustration[15]
- Prix de la Communauté flamande pour les Lettres 2014[1]
- Sélection Deutscher Jugendliteraturpreis 2016[18] , catégorie Livre illustré, pour La volière dorée ou La véritable histoire de la princesse sanguinaire, texte de Anna Castagnoli, qu'il a illustré
- Sélections pour le Prix Hans-Christian-Andersen 2014[14], 2018[13] et 2022[12] dans la catégorie Illustration
- Sélections pour le Prix commémoratif Astrid-Lindgren, de 2006 à 2024[9],[10],[11] (durant dix-neuf années d'affilée)

## Expositions
Exposition collective
- « Le maschere dentro : illustratori contemporanei dalla cultura fiamminga » : Carll Cneut, Klaas Verplancke, Isabelle Vandenabeele, et al. ; Foire du livre de jeunesse de Bologne, Italie, 2004 - et catalogue d'exposition

Exposition individuelle
- « Carll Cneut, illustrateur », Médiathèque de Roubaix, France, exposition 7 avril - 27 mai 2006
- « Carll Cneut, exubérances & beauté »[19],[20], Musée de l'illustration jeunesse, Moulins (Allier), France, exposition juillet 2017 - janvier 2018

## Documentation
- Le maschere dentro : illustratori contemporanei dalla cultura fiamminga : Carll Cneut, Klaas Verplancke, Isabelle Vandenabeele, et al. ; catalogue de l'exposition de la Foire du livre de jeunesse de Bologne, Italie, Compositori, 2004
- Carll Cneut, auteur-illustrateur, enregistrement de la conférence du jeudi 20 mai 2010, Nathalie Beau, interview. ; Carll Cneut, participant ; reproduction numérisée, BnF, 2010 (1 h 47 min 13 s)